# Jacques-Claude Bernard
Jacques-Claude Bernard, político y revolucionario francés nacido en 1760 y guillotinado el 27 de julio de 1794.
Bernard fue un sacerdote casado, seguidor de la doctrina izquierdista de Jacques-René Hébert. Formó parte, como jefe del edificio del ayuntamiento, del gobierno de la Comuna de París. Hebertista convencido, fue, junto a Jacques Roux, uno de los comisarios encargados de acompañar a Luis XVI a la guillotina. Al igual que el resto de los hebertistas que se volvieron contra Robespierre, fue guillotinado el 28 de julio de 1794.
- Datos: Q3157900